# Елизабета Баварска (1329 – 1402)
Елизабета Баварска (на немски: Elisabeth von Bayern; * 1329; † 2 август 1402, Щутгарт) е господарка на Верона и графиня на Вюртемберг.

## Живот
Елизабета е най-възрастната дъщеря на император Лудвиг IV и Маргарета Холандска. На 22 ноември 1350 г. тя се омъжва за Кангранде II дела Скала от фамилията Скалигери. Кангранде II е след смъртта на неговия чичо Алберто II дела Скала на 13 септември 1352 г. господар на Верона и построява през 1354 – 1356 г. Кастелвекио, крепост и резиденция във Верона. Той пада убит на 14 декември 1359 г. при атентат от брат му Кансинорио дела Скала. Бракът е бездетен.
През 1362 г. Елизабета се омъжва за Улрих фон Вюртемберг, син на граф Еберхард II. С него тя има син, Еберхард III (* 1364; † 16 май 1417), който през 1380 г. се жени за Антония Висконти от Милано († 26 март 1405). Улрих умира на 23 август 1388 г. в битката при Дьофинген, преди да може да поеме управлението на Вюртемберг.